# Conchaspis lata
Conchaspis lata är en insektsart som beskrevs av Hempel 1937. Conchaspis lata ingår i släktet Conchaspis och familjen Conchaspididae. Inga underarter finns listade i Catalogue of Life.